# Jezuitský konvikt (Olomouc)
Jezuitský konvikt v Olomouci (od roku 2002 Umělecké centrum Univerzity Palackého v Olomouci) je památkově chráněná barokní budova přináležející k baroknímu architektonickému komplexu areálu bývalé jezuitské koleje v sousedství chrámu Panny Marie Sněžné. Nachází se na Univerzitní ulici 3 vedle bývalé jezuitské Školní budovy (nyní depozitáře Vlastivědného muzea). Na protější straně ulice sousedí s bývalým seminářem svatého Františka Xaverského (nyní Cyrilometodějská teologická fakulta Univerzity Palackého).

## Historie
Dějiny jezuitského konviktu jsou spojeny s působením Tovaryšstva Ježíšova, jehož první členové byli do Olomouce povoláni tamním biskupem Vilémem Prusinovským z Víckova (1565–1572) v roce 1566 se záměrem zajištění výuky v biskupském semináři a s plánem založení jezuitské koleje. Její zřízení bylo schváleno brevem papeže Pia V. dne 9. srpna 1566 a 4. října téhož roku byl do funkce prvního rektora koleje jmenován Španěl Hurtado Pérez. V roce 1567 založil biskup Vojtěch Prusinovský z Víckova jezuitský konvikt, tzn. zařízení pro ubytování a stravování studentů šlechtického původu.
Další rozvoj jezuitské koleje byl přerušen událostmi třicetileté války (1618–1648) a k vybudování univerzitního komplexu došlo až v letech 1661–1668, kdy olomoucký architekt Petr Schüller postavil na místě dvanácti měšťanských domů trojkřídlou dvoupatrovou budovu tzv. Starého konviktu. Ta byla kolem roku 1674 rozšířena dalším dvorním křídlem, takže půdorys konviktu nabyl podoby písmene E. V následujících letech byla stavební činnost zaměřena na budování dalších staveb jezuitského komplexu (chrám Panny Marie Sněžné, školní budova) a k rozšíření konviktu došlo až v letech 1721–1724 dostavbou tzv. Nového konviktu spojujícího původní budovu se sousední Školní budovou. Projekt, jehož součástí bylo též vybudování kaple Božího Těla na místě původního gotického kostelíku, realizoval olomoucký stavitel Wolfgang Reich. Po zrušení jezuitského řádu v roce 1773 byl celý objekt podstoupen armádě, která jej užívala až do roku 1994. V roce 1998 byla budova konviktu podrobena rozsáhlé rekonstrukci pro účely vytvoření Uměleckého centra Univerzity Palackého, které bylo otevřeno v roce 2002.

## Popis
Barokní ráz dvoupatrové budovy konviktu umocňuje vzhled průčelí členěného vysokým pilastrovým řádem, přičemž jsou jednotlivé pilastry zakončeny hlavicemi s individuálně pojatou plastickou výzdobou variující motivy figurální (maskarony) či ornamentální (ovocný feston, lilie, granátové jablko, čabraka aj.). Štuková výzdoba s řádovým trigramem IHS uprostřed paprskovitého nimbu se uplatňuje také na parapetech oken prvního poschodí. V ose budovy je umístěn bosovaný portál orámovaný dvěma polosloupy s prstenci na dřících, nesoucích zalamované kladí. Římsy frontonu jsou zakončeny stylizovanými vázami po stranách štukově zdobeného dvojitého okna, nad nímž se opět klene zalamované kladí se stylizovanou vázou uprostřed. Dvojité okno se opakuje také v dalším poschodí, ovšem je již prosto štukových ornamentů. Okna v přízemí jsou opatřena umělecky kovanou mříží, v jejímž středu se třpytí zlatý paprsčitý nimbus řádového znaku IHS s křížem protínajícím prostřední písmeno H.
Při rekonstrukci objektu v letech 1998-2002 byla zachována původní dvoutraktová dispozice průčelního a severního křídla s arkádovou chodbou otevírající průhled do nádvoří. Rovněž tak byly restaurovány i některé artefakty původní malířské výzdoby, např. malba na hlavním schodišti Starého konviktu z roku 1724 připomínající sté výročí císařské nadace konviktu či freska u vstupu na kůr kaple zobrazující patronku hudby svatou Cecílii.

## Galerie

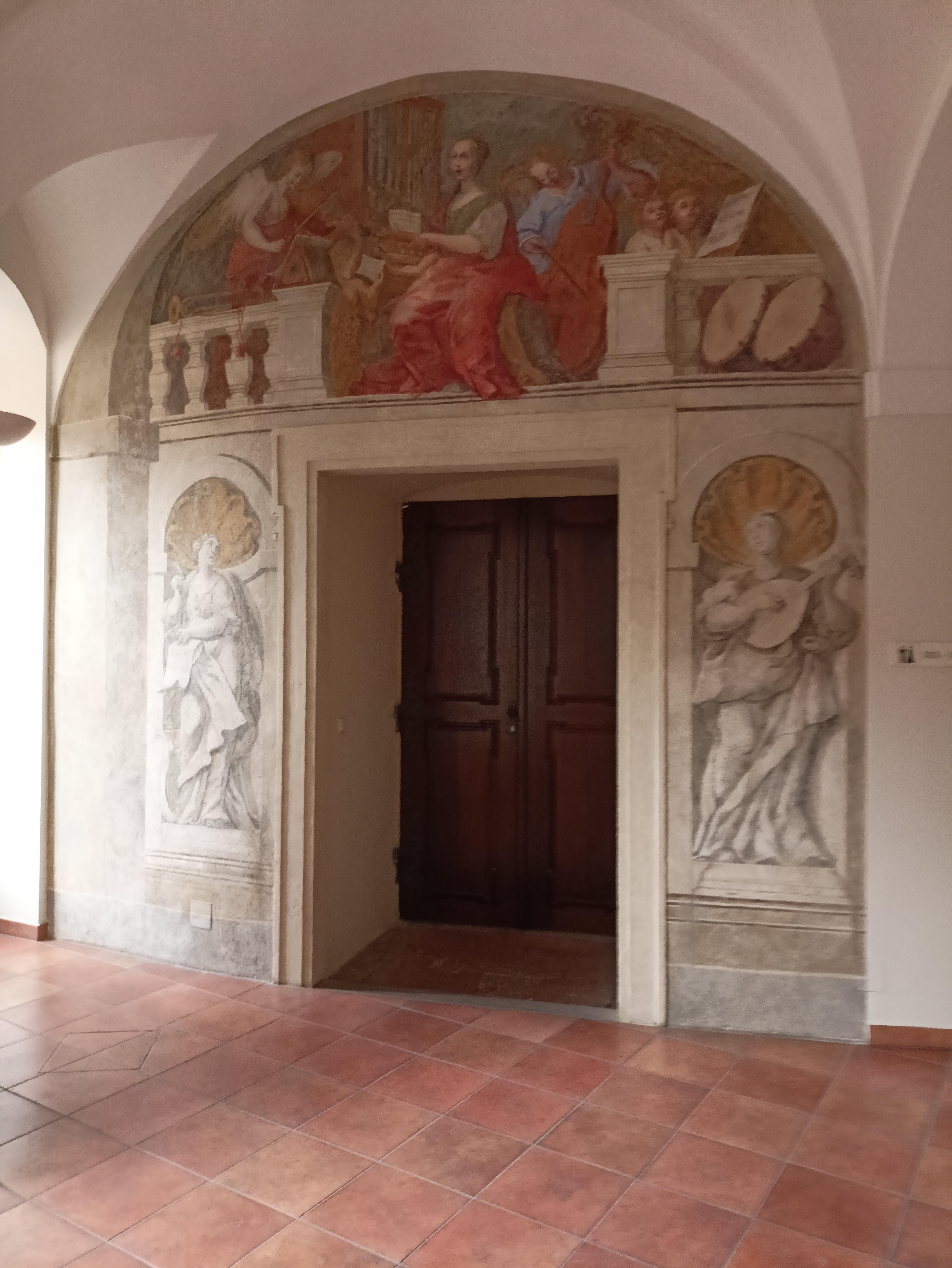
Freska u vstupu na kůr kaple Božího Těla
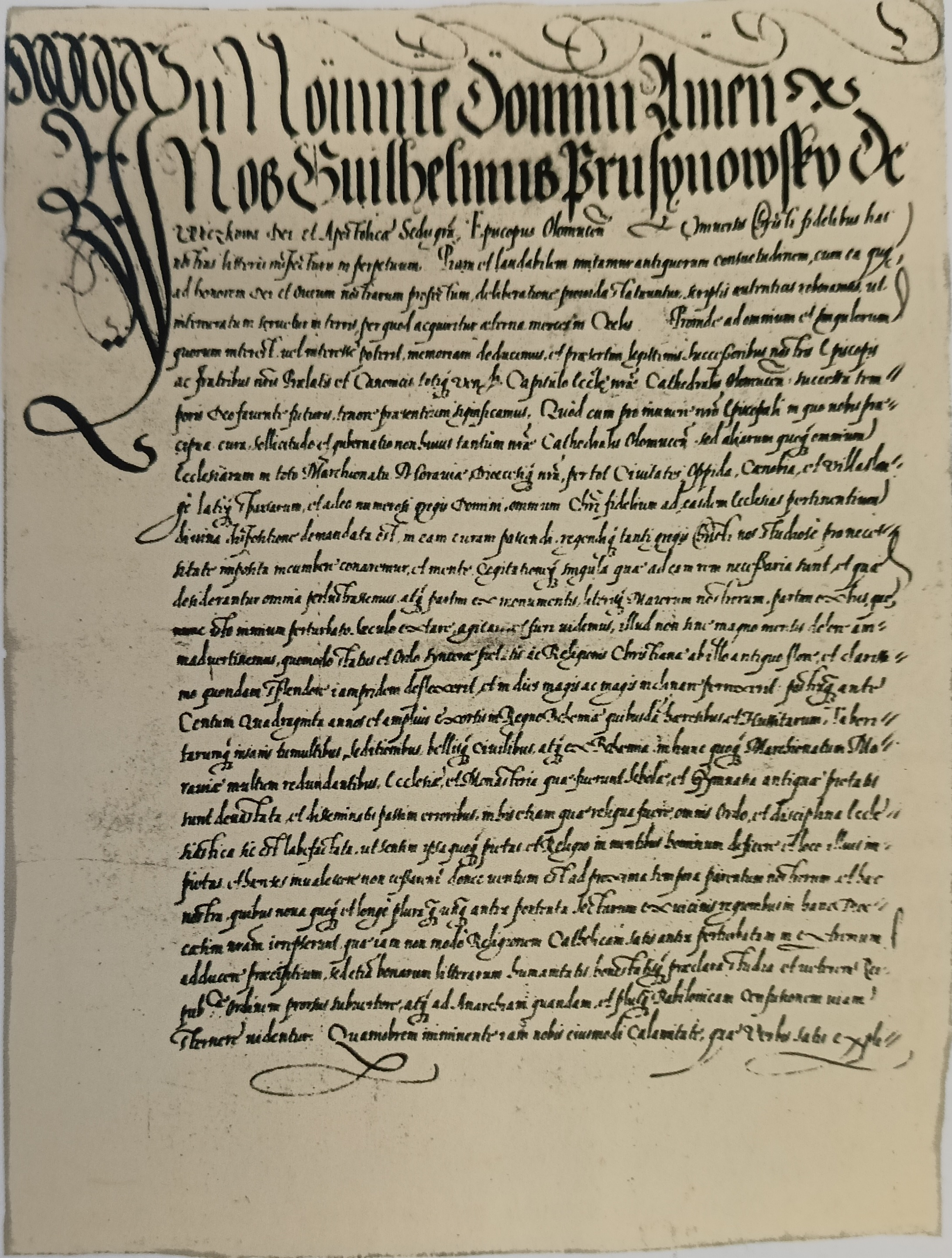
Titulní strana donační listiny biskupa Viléma Prusinovského z Víckova jezuitské koleji v Olomouci ze dne 27. září 1570
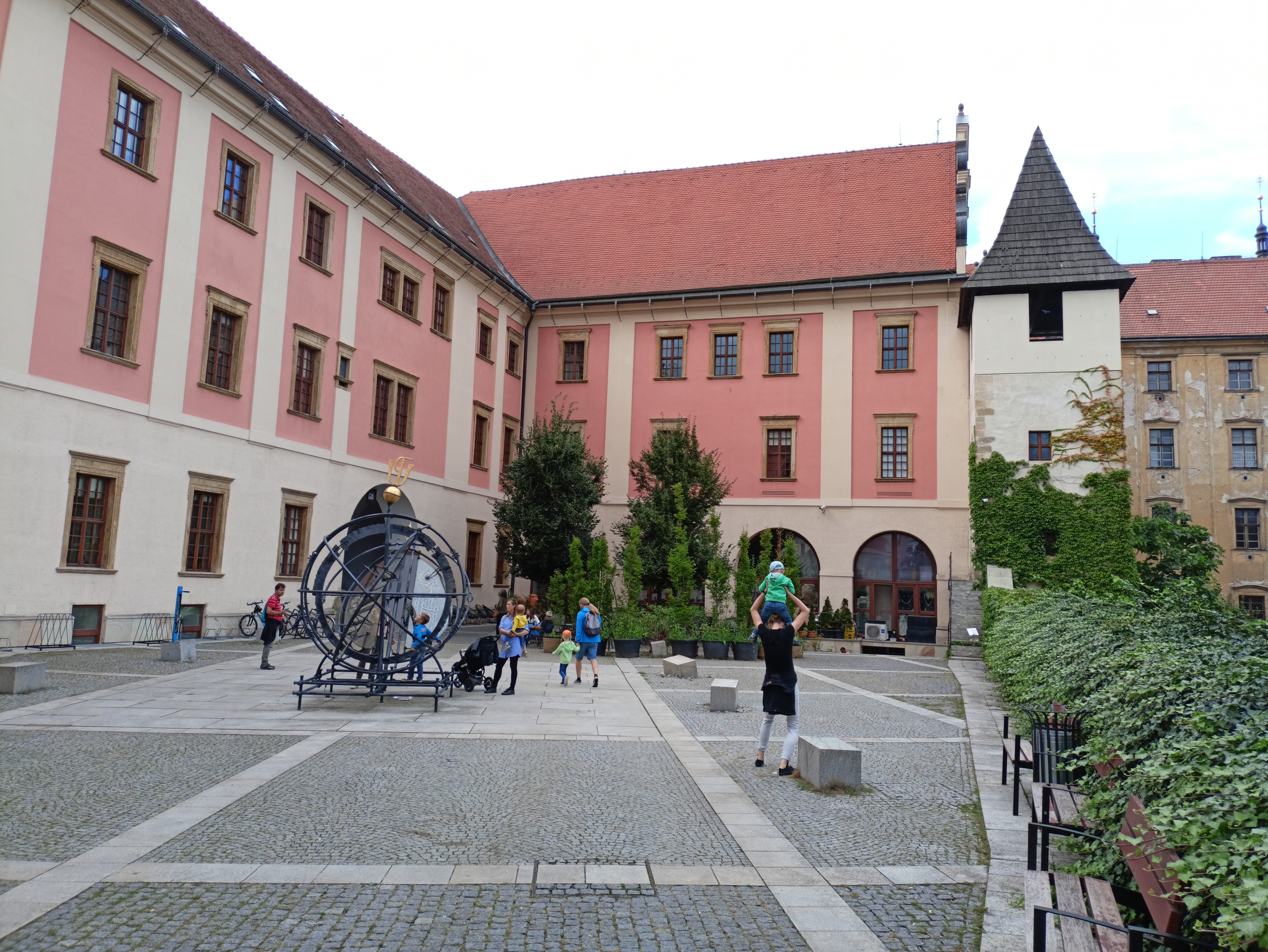
Nádvoří jezuitského konviktu
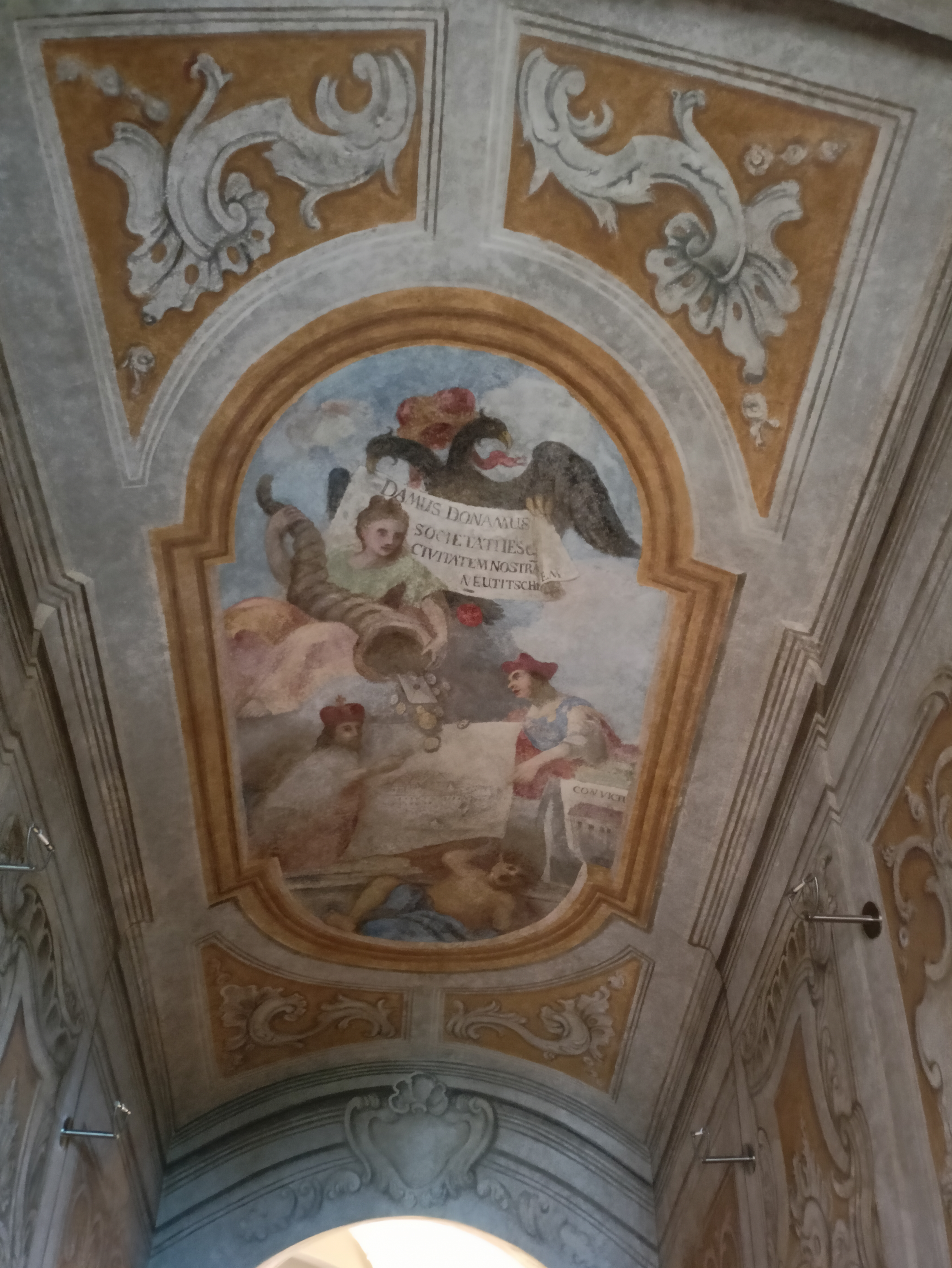
Malba neznámého malíře na hlavním schodišti Starého konviktu
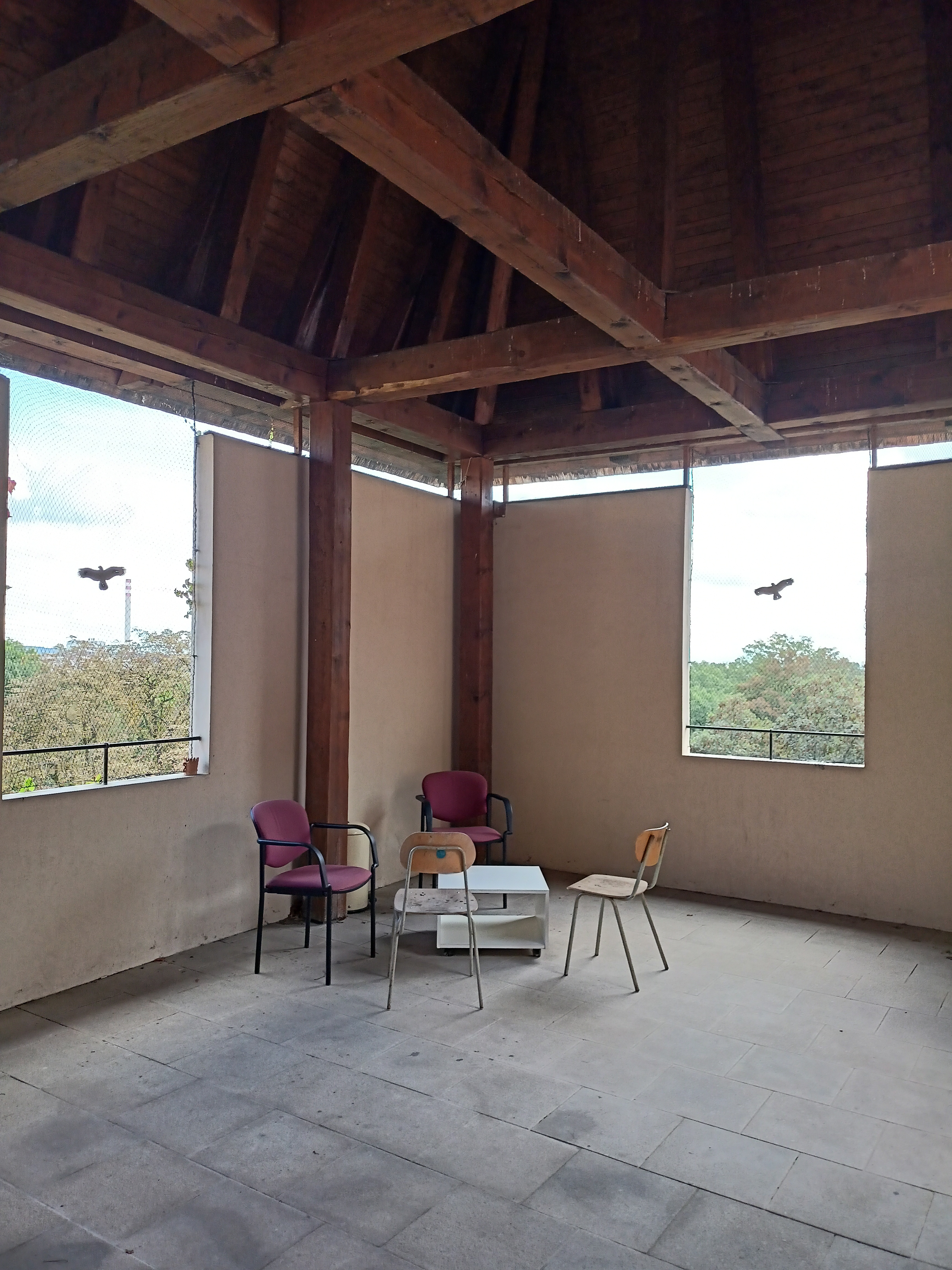
Interiér věže Židovské brány v jezuitském konviktu po rekonstrukci
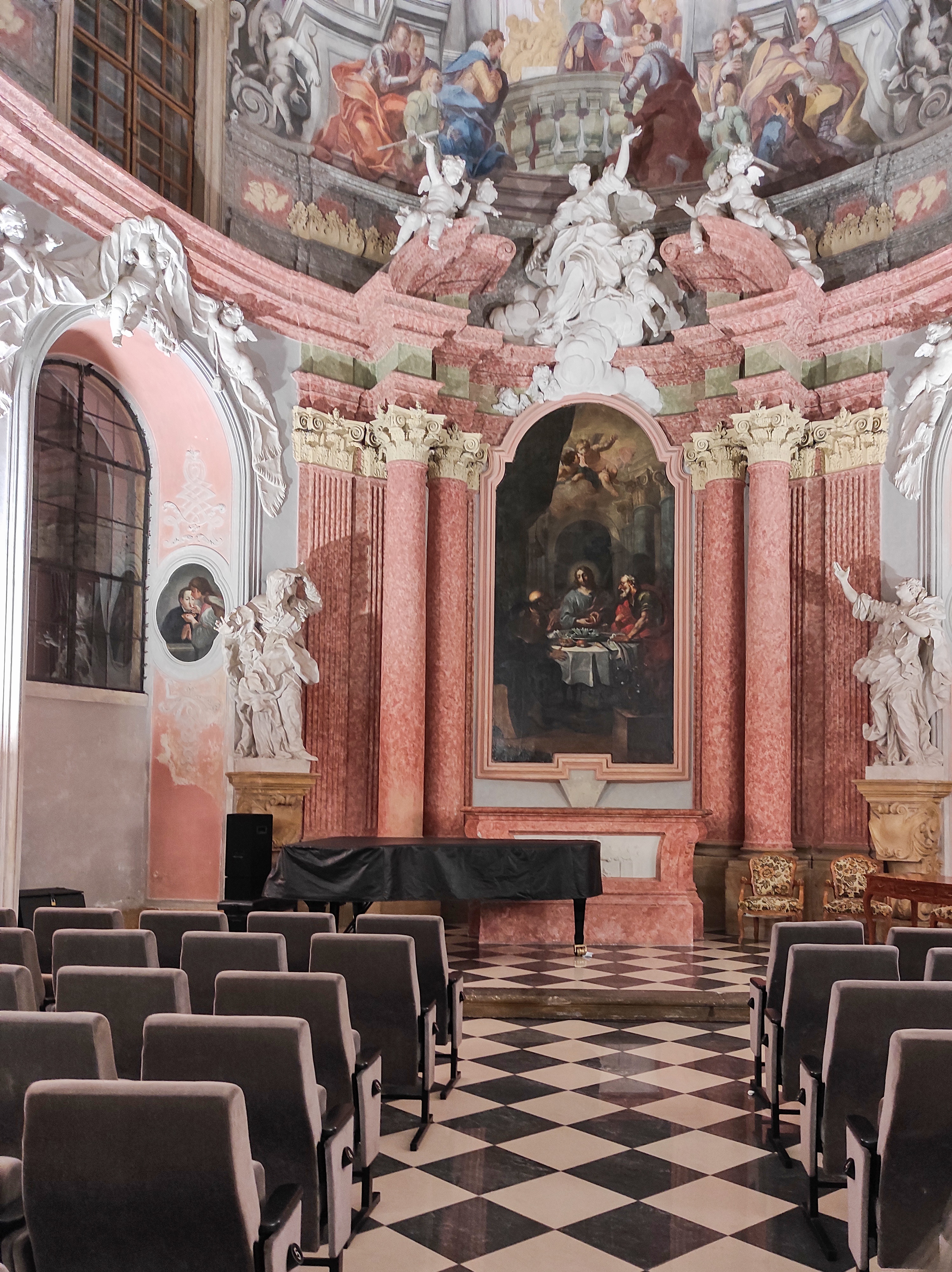
Interiér Kaple Božího Těla (Olomouc)
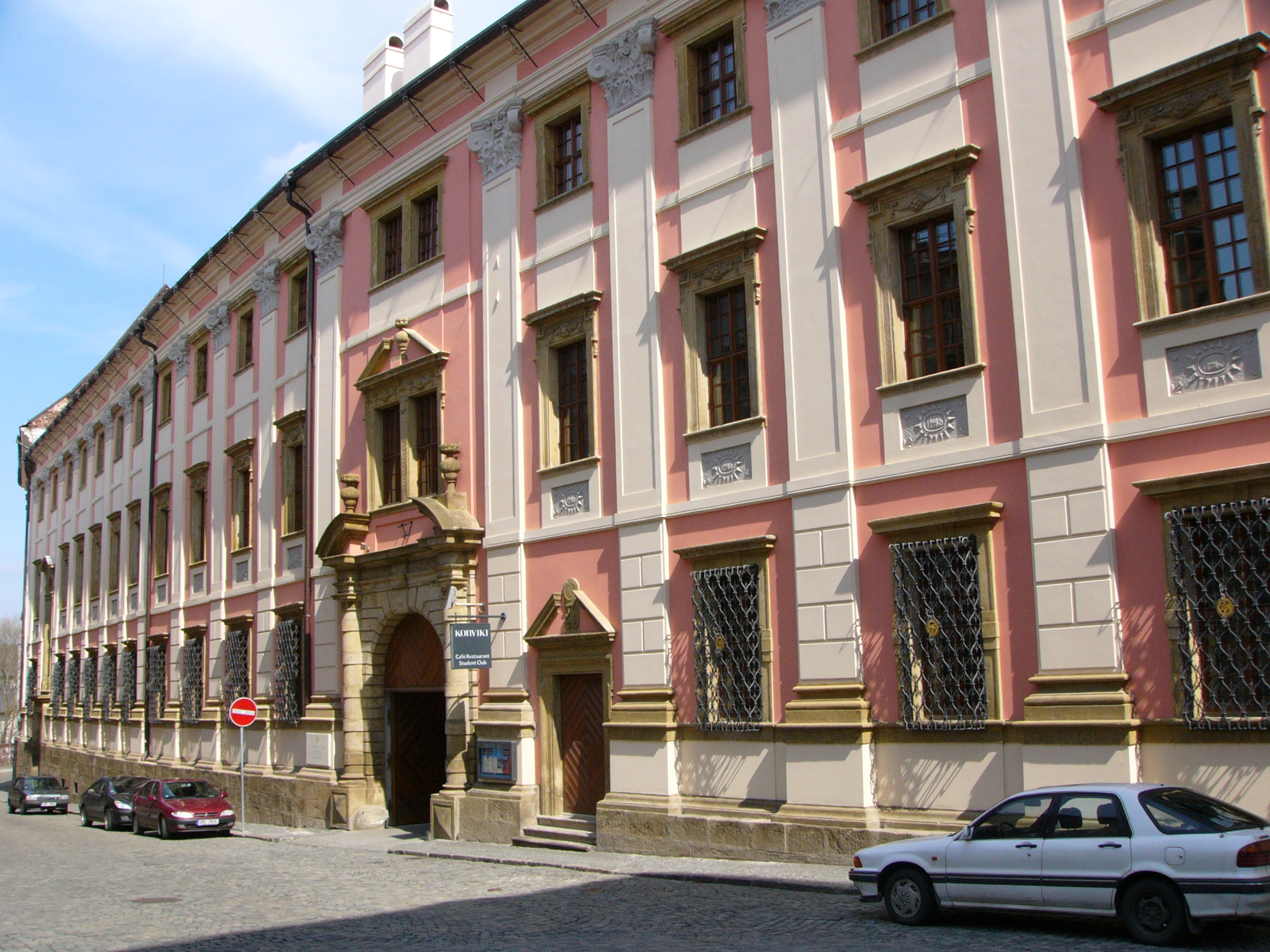
Průčelí budovy jezuitského Konviktu